# Marco Ciatti

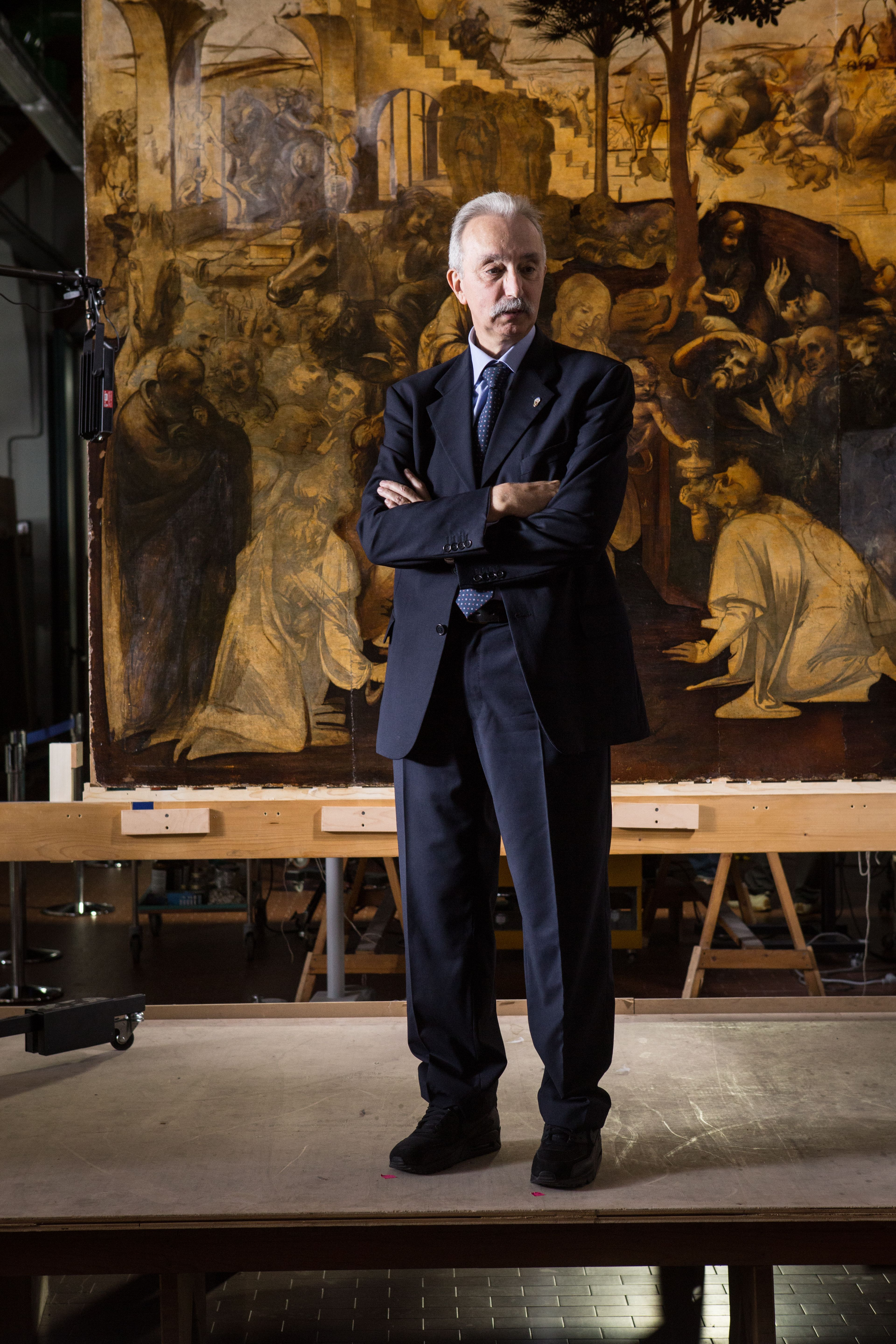
Marco Ciatti

Marco Ciatti (* 1. Juli 1955 in Prato; † 20. April 2024) war ein italienischer Kunsthistoriker und Leiter des Opificio delle Pietre Dure in Florenz.

## Biografie
Marco Ciatti schloss ein Studium der Kunstgeschichte ab und arbeitete seit 1980 als Kunsthistoriker im Ministerium für Kulturgüter und Tourismus. Von 1981 bis 1984 arbeitete er an der Soprintendenza der Beni Artistici e Storici von Siena und ab 1984 beim Opificio delle Pietre Dure in Florenz, wo er lange Zeit Leiter des Labors für die Restaurierung von Gemälden auf Leinwand und Holz sowie des Bereichs für die Restaurierung von textilen Kunstgegenständen war.
Er war auch stellvertretender Direktor der Scuola di Alta Formazione e Studi, die dem Institut angegliedert ist, und unterrichtete in Geschichte und Theorie der Restaurierung.
Seit 1997 war er Direktor der Restaurierungsabteilung des Institutes O.P.D. Restauro. Er unterstützte die Serie Problemi di Conservazione e Restauro (Probleme bei der Konservierung und Restaurierung), die von O.P.D. veröffentlicht wurde. Seit 2004 war er wissenschaftlicher Koordinator der Reihe Storia e teoria del restauro (Geschichte und Theorie der Restaurierung).
Nachdem er bereits in der Vergangenheit (zwischen Oktober 2006 und März 2008) als interimistischer Soprintendente tätig gewesen war, wurde er von Dezember 2010 bis Februar 2012 von der interimistischen Generalintendantin Cristina Acidini zum offiziellen Delegierten ernannt.
In seiner Tätigkeit beim Opificio leitete er die Restaurierungsarbeiten an wichtigen Meisterwerken von Fra Angelico, Fra Bartolommeo, Botticelli, Caravaggio, Coppo di Marcovaldo, Cimabue, Gentile da Fabriano, Giovanni Pisano, Giotto, Filippo Lippi, Mantegna, Raffael, Rosso Fiorentino, Rubens, um sich dann mit verwandten Projekten wie der Veröffentlichung von Katalogen und der Organisation von Ausstellungen zu den restaurierten Werken zu befassen.
Von 1998 bis 2011 war er Dozent für die Theorie der Restaurierung und Geschichte der künstlerischen Techniken beim Kurs zur Erhaltung des Kulturerbes an der Universität Siena mit Sitz in Arezzo. Er gab Kurse in Geschichte und Theorie der Restaurierung und Geschichte der künstlerischen Techniken an den Universitäten von Siena, Florenz und Bologna, Università Cattolica di Milano und beim Politechnikum Mailand.
Er war Ehrenakademiker der Malklasse der Accademia delle Arti del Disegno in Florenz und schrieb über mehr als 280 Publikationen zu den Themen: Restaurierung von Gemälden, Geschichte und Theorie der Restaurierung, künstlerische Techniken, Kunstgeschichte, Geschichte der alten Textilien, Geschichte der angewandten Kunst und Teilnahme an nationalen und internationalen Konferenzen.
Er hielt Vorträge zu Restaurierungsfragen an einer Reihe von spezialisierten internationalen Kulturinstitutionen, wie dem Kunsthistorischen Institut in Florenz, dem Courtauld Institute in London, dem Hamilton Kerr Institute der University of Cambridge, der National Gallery in London, dem Metropolitan Museum in New York, dem Getty Conservation Institute in Los Angeles, der Yale University Art Gallery, dem Louvre in Paris, im Zentralinstitut für Kunstgeschichte in München, der Nationalgalerie Prag, im TAREA-UNSAM in Buenos Aires und der Hochschule für Bildende Künste Dresden.
Er war Mitglied der Commissione Normal: gruppo Beni Storico-Artistici, Dipinti su tela e tavola.(historisch-künstlerische Gruppe, Gemälde auf Leinwand und Holz).
Er war Mitglied der interministeriellen Fachkommission (MIBAC-MIUR) für die Vorarbeiten zur Akkreditierung von Bildungseinrichtungen und zur Überwachung der Restaurierungslehre.
Im Jahr 2011 erhielt er die nationale Auszeichnung für Pasquale Rotondi als „Retter der Kunst“, die von der Stadt Sassocorvaro gefördert und vom MIBAC und dem Ministerratspräsidium mit einem Sondergesetz offiziell anerkannt wurde.
Von Februar 2012 bis zu seiner Pensionierung 2022 war er der Soprintendente des Opificio delle Pietre Dure. Er starb im April 2024 im Alter von 89 Jahren.